# Interestatal 85
La Interestatal 85 (abreviada I-85) es una autopista interestatal ubicada en el sureste de Estados Unidos en los estados de Alabama, Georgia, Carolina del Sur, Carolina del Norte y Virginia. La autopista inicia en el Sur desde la Interestatal 65 en Montgomery, Alabama y finaliza en la I-95 en Petersburg, Virginia. La autopista tiene una longitud de 1076,25 km (668.75 mi).

## Largo de la ruta
| Km.  | Estado             |  |  |
|      |                    |  |  |
| 130  | Alabama            |  |  |
| 292  | Georgia            |  |  |
| 172  | Carolina del Sur   |  |  |
| 377  | Carolina del Norte |  |  |
| 112  | Virginia           |  |  |
|      |                    |  |  |
| 1082 | Total              |  |  |

## Cruces
La Interestatal 85 es atravesada principalmente por la
- I-20/I-75 en Atlanta, GA
- I-77 en Charlotte, NC
- I-40 en Greensboro, NC